# Arbëreshë
De Arbëreshë zijn een Albanese minderheid in het zuiden van het Apennijns Schiereiland en Sicilië. Ze kwamen vanaf de 15e eeuw uit Albanië en ze spreken een dialect van het Toskisch. Van de ongeveer 500.000 Albanezen in Italië behoren ruim 100.000 tot de Arbëreshë gemeenschap. Buiten Italië leven er in de Verenigde Staten, Argentinië en Chili ook gemeenschappen Arbërëshe. Hoewel de Arbërëshe gemeenschap ook etnisch Albanees is, onderscheiden zij zich door de aanzienlijke aantallen rooms-katholieken, in tegenstelling tot andere Albanese immigranten die ook de islam en oosters-orthodoxe kerk aanhangen.

## Namen en betekenissen
De Arbëreshë noemen zichzelf in hun Albanese dialect Arbëreshët of Arbëreshë. Het individu wordt Arbëresh (mannelijk) of Arbëreshja (vrouwelijk) genoemd. De Arbëreshë worden in het Italiaans Arbereschi genoemd. Ze noemen hun taal Arbëresh. 

## Geschiedenis

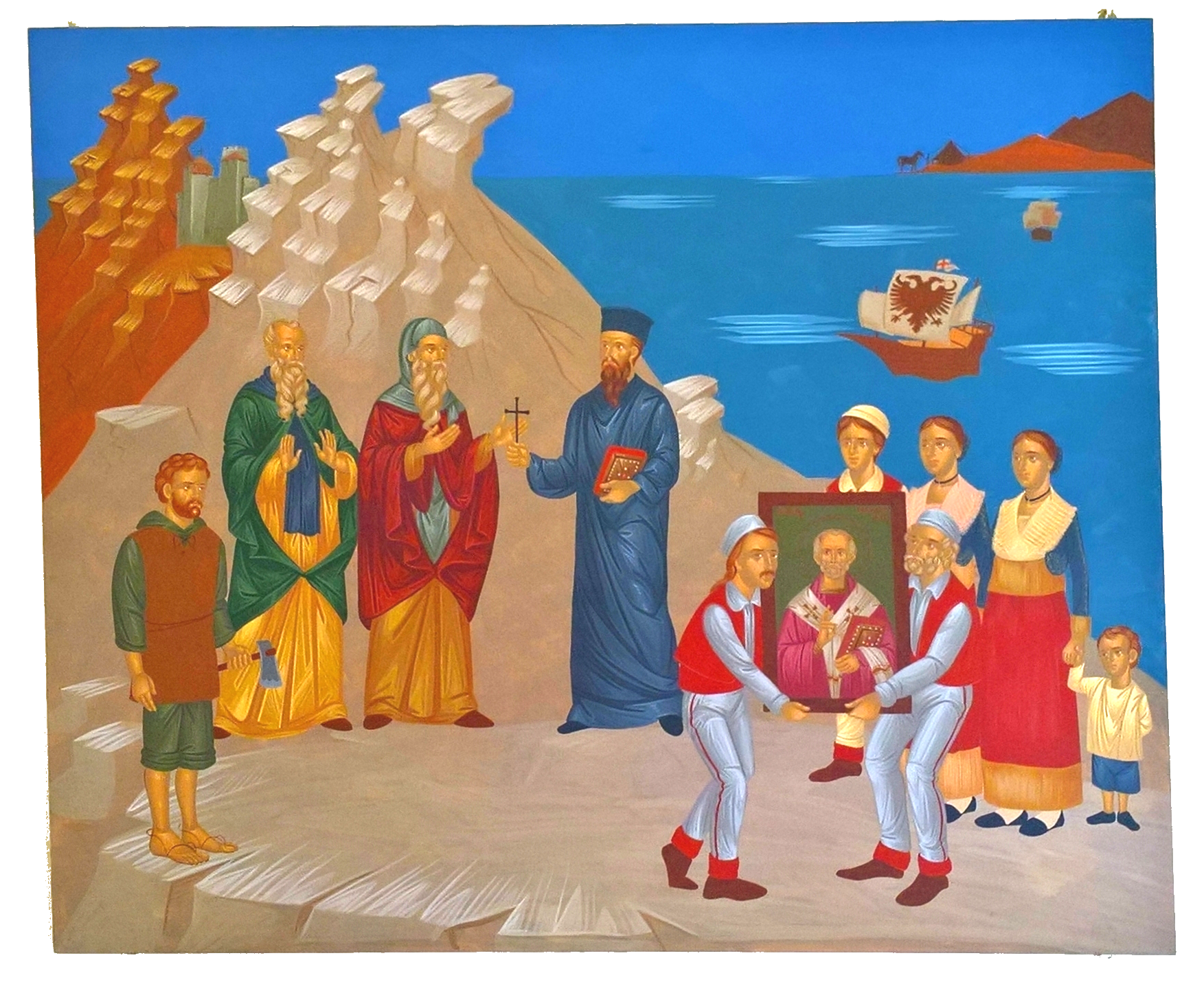
Aankomst van de Albanezen in Italië.

Na de invasie van Albanië door het Ottomaanse Rijk in de 15e eeuw vluchtten christelijke Albanezen naar Dalmatië, Griekenland of Italië. De plaatselijke machthebbers boden de vluchtelingen land aan in dunbevolkte gebieden. De Arbëreshë handhaafden in hun nieuwe nederzettingen hun Albanese gebruiken en Byzantijnse liturgie in de Italo-Albanees-Katholieke Kerk. Bij speciale gelegenheden dragen ze nog hun traditionele kleding.

## Taal

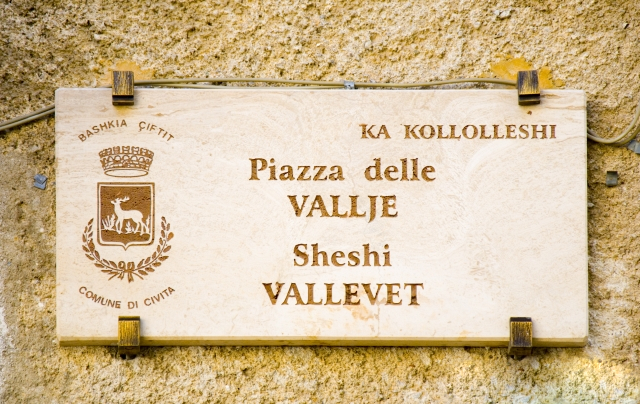
Tweetalig bord in Arbëresh en Italiaans

Het Arbëresh (Arberisch) is een subdialect van het Toskisch, een van de twee dialecten van het Albanees. Het verschil met het Toskisch is groot en door het geringe aantal sprekers behoort het Arbëresh tot de bedreigde talen. Naar een schatting uit 2002 wordt de taal door ongeveer 80.000 mensen gesproken.

## Bekende Arbëreshë
- Giorgio Basta (1544-1607), generaal
- Paus Clemens XI (1649-1721, geboren als Giovanni Francesco Albani), paus 1700/21
- Antonio Gramsci (1891-1937), schrijver, journalist, politicus en marxistisch filosoof
- Bobbi Starr (1983), mediapersoonlijkheid
- Daniel Caligiuri[3] (1988), voetballer
- Mateo Musacchio[4] (1990), voetballer
- Gabriella Cilmi (1991), zangeres